# 李守俊
李守俊（？—？），號念劬，南直隶常州府宜兴县人，明朝政治人物。

## 生平
万历二十二年（1594年）甲午科应天乡试舉人，二十九年（1601年）辛丑科進士，户部觀政，授廣東高要县知县，治最，三十七年迁户部山西司主事，三十八年榷九江鈔关，未及期，度无亏课，即放关船免税，商人德之。四十年升员外郎，升郎中，四十一年升廣東廉州知府，四十五年升廣東副使。泰昌元年（1620年）十月升福建布政使司右参政。天启二年（1622年）升四川按察使，四年升浙江右布政使，五年九月升为广西左布政。时天下藩司皆为逆璫魏忠贤建生祠，守俊耻之，不赴任。璫使御史田景新參守俊党高攀龙，削夺听勘。崇祯改元，復起补广西左布政，召对，四年改湖广左布政，卒于官。櫬过浔阳，父老相率携羊酒泣奠，曰：放关一事，目中不可复睹矣。

## 家族
曾祖李杲，正德辛未進士、户部主事。祖父李延存，饒州府同知。父李承讚，庠生。